# Echalapura, Sakleshpur
Echalapura là một làng thuộc tehsil Sakleshpur, huyện Hassan, bang Karnataka, Ấn Độ.